# 我妹妹
《我妹妹》是張大春完成於1993年的小說，是以「大頭春」為名義撰寫的三部青春小說之一。最初由聯合文學出版，2008年由印刻文學再版。
小說以二十七歲的作家為敘述者，回溯「妹妹」的成長歷程，伴隨著青春特有的騷動與焦慮，探索「青春的哀愁」。敘述者與妹妹生長於強大父權底下的三代同堂家庭，外遇的父親，每每以「知識」為作為包裝，對母親施以精神折磨，兩人最後以離婚收場；祖父則與祖母一生吵吵鬧鬧，是個想在任何事情中佔上風的傳統老人，並經常以《聖經》作為材料批判祖母，與父親如出一轍。敘述者雖然和妹妹在同一家庭下成長，對於妹妹，卻總是離不開旁觀與猜測，儘管回過頭將她的成長片段組合拼湊，卻終究解不開妹妹的心理謎團，使得小說有著介於奧古斯丁式及盧梭式的「懺悔意味」。故事尾聲，妹妹在父親畫展閉幕儀式上，展現了讓父親難堪的「藝術」，諷刺了父親所謂得自他的「遺傳」。
《我妹妹》的創作起因於一場飯局上，朋友初安民向張大春邀稿，張大春在點菜單寫上回目，二十六天之後出版。雖然與《少年大頭春的生活週記》（1992）同樣以「大頭春」為名義發表，但風格卻截然不同，曾被好友李國修改編為舞台劇。稍後出版的《野孩子》（1996）回過頭描寫大頭春的青春期，但張大春自言：「在《野孩子》的末了，我想這個『大頭春』是死了，出車禍死了。」